# Парламентские выборы в Великобритании (1852)
Парламентские выборы в Великобритании 1852 года прошли с 7 июля по 31 июля и стали пятнадцатыми парламентскими выборами в истории Соединённого королевства Великобритании и Ирландии после Актов об унии 1800 года и шестыми после Великой реформы 1832 года. В ходе выборов были избраны 656 членов Палаты общин, нижней палаты парламента Соединённого Королевства. Победители, консерваторы, смогли опередить проигравших, вигов, всего на 6 мест, при этом консерваторы все больше представляли сельскую аристократию, а виги — городскую буржуазию.
Как и на предыдущих выборах 1847 года, виги лорда Джона Рассела выиграли по голосам избирателей, но консерваторы всё же победили, пусть и с очень незначительным большинством. Однако раскол между тори-протекционистами во главе с графом Дерби и пилитами-фритредерами, которых после смерти Роберта Пиля возглавил лорд Абердин, очень затруднил формирование правительства большинства. Протекционистское правительство меньшинство лорда Дерби, управлявшее Великобританией с 23 февраля 1852 года, сохранило власть после выборов. Однако в декабре 1852 года кабинет Дерби рухнул из-за проблем, возникших из-за бюджета, представленного канцлером казначейства Бенджамина Дизраэли. В результате было сформировано коалиционное правительство пилитов, вигов и радикалов под руководством лорда Абердина. Хотя непосредственным вопросом, связанным с вотумом «недоверия», который привёл к падению правительства меньшинства Дерби, был бюджет, реальной основной проблемой была отмена хлебных законов парламентом в июне 1846 года и расколовших Консервативную партию. На этих выборах в Англии и Уэльсе было избрано 18 пилитов. Избирательный округ Сент-Олбанс (Хартфордшир) с двумя его членами был лишён избирательных прав из-за коррупции, получив их обратно только в 1885 году. Это объясняет тот факт, что в Палате общин было на два места меньше по сравнению с предыдущими выборами, хотя перераспределения не произошло.

## Политическая ситуация
Пшеница, или corn (в переводе с англ. — «кукуруза»), как её назвали в Великобритании, использовалась при выпечке хлеба и таким образом была «жизненным ресурсом», являясь важной частью рациона среднего британца в начале XIX века. При этом словом corn, в отличие от Соединённых Штатов, в Великобритании называли не кукурузу, а пшеницу, рожь и другие зерновые культуры. Таким образом, цена на пшеницу составляла весьма существенную часть стоимости жизни рядового британца. Хлебные законы, принятые в 1815 году кабинетом тори виконта Мельбурна под давлением крупных землевладельцев-аристократов, вводили очень высокие «защитные» тарифы против импорта пшеницы, чтобы защитить английских фермеров и землевладельцев от конкуренции с дешёвым иностранным зерном. Таким образом, хлебные законы увеличивали прибыль землевладельцев-аристократов и обеспечивали занятость в сельском хозяйстве, но мешали развиваться торговле и промышленности, а также серьёзно повышали стоимость жизни горожан.
Активная агитация за отмену хлебных законов началась в Англии во второй половине 1830-х годов. В 1836 году была создана Лига против хлебных законов, в 1838 году ставшая общенациональной, которая стремилась сперва к отмене хлебных пошлин, а затем вообще к установлению полной свободы торговли и добилось на этом поприще заметного успеха. Законопроекты об отмене хлебных законов вносились в парламент каждый год с 1837 года до их фактической отмены в 1846 году. В основном, защитниками хлебных пошлин выступали тори/консерваторы, которых традиционно поддерживала землевладельческая аристократия Южной Англии. Сторонниками отмены хлебных законов были виги и радикалы, большая часть электората которых проживала в городах. Для некоторых парламентских лидеров, таких как радикалы Джон Брайт и Ричард Кобден, виг Чарльз Пелхэм Вильерс, отмены тарифов на импорт хлеба было недостаточно. Они хотели снизить тарифы на все импортные потребительские товары. За свою приверженность свободной торговле они стали известны как «фритредеры».
Борьба за отмену хлебных законов окончательно расколола партию тори/консерваторов. Пилиты, приверженцы премьер-министра Роберта Пиля, в большинстве своём не были принципиальными сторонниками свободной торговли, но и они, и тори-фритредеры в вопросах международной торговли были склонны вставать на сторону вигов/радикалов против протекционистского большинства в партии тори. Это представляло реальную угрозу любому правительству, которое пытались сформировать консерваторы. В июне 1846 года, когда Пиль был главой консервативного правительства, он смог со своими сторонниками из числа консерваторов-фритредеров провести через парламент отмену хлебных пошлин, объединившись с меньшинством вигов против большинства своей собственной партии. В результате, Пиль добился отмены хлебных законов, но вскоре был вынужден уйти в отставку. Последствия этого раскола ощущались на выборах в июле-августе 1847 года, когда виги, оставшись по итогам голосования в меньшинстве, знали, что могут рассчитывать в парламенте на голоса консерваторов-пилитов, когда станет вопрос международной торговли.
Период после 1847 года был периодом экономической стагнации в Британии, что оказало заметное влияние на итоги выборов.
Когда в феврале 1852 года граф Дерби сформировал консервативное правительство, это стал первый раз, когда протекционистское крыло Консервативной партии пришло к власти после раскола 1846 года. Выборы в июне 1852 года сделали последствия раскола в партии тори ещё более заметными. Итоги голосования явно показали, что протекционистская часть консерваторов стала партией сельских землевладельцев, в то время как виги, радикалы и пилиты стали партией городов, боро и растущих городских промышленных зон Британии. В 1852 году Англия избрала 244 консерватора и 216 неконсерваторов; Уэльс избрал 20 консерваторов и 12 неконсерваторов, Шотландия — 20 консерваторов и 33 неконсерватора, Ирландия — 40 консерваторов и 63 неконсерватора, тогда как университеты избрали 6 консерваторов.

## Результаты
Приведенные ниже цифры не отражают истинный баланс распределения голосов на выборах и мест в парламенте. В ряде округов, а также в университетах, места от которых в основном достались консерваторам, не было альтернативных кандидатов и мандаты достались депутатам без голосования. В то же время, во многих городских многомандатных округах, которые имели тенденцию голосовать за вигов, было несколько кандидатов. Поэтому национальный размах неприменим к выборам в эту эпоху. Хотя консерваторы, в теории, получили по итогам выборов в Палате общин незначительное большинство над вигами, партия была разделена между протекционистским и пилитским крылом: первые насчитывали около 300 парламентариев, а вторые — 24 (14 депутатов были избраны в Англии, 2 в Шотландии, 3 в Ирландии и 4 в Уэльсе, ещё 1 депутат представлял Оксфордский университет). Сами виги представляли собой коалицию старых вигов (консервативные протестанты/диссентеры-аристократы), новых вигов (городской средний класс), радикалов (рабочие и средний класс), а также примыкавших к ним ирландских националистов.
|        |              |              |           |         |        |         |       |       |
| Партия | Партия       | Лидер        | Кандидаты | Голоса  | Голоса | Голоса  | Места | Места |
| Партия | Партия       | Лидер        | Кандидаты | Голоса  | %      | ± п. п. | Места | ±     |
|        | Консерваторы | Граф Дерби   | 461       | 311 481 | 41,87  | ▼ 0,72  | 330   | ▲ 5   |
|        | Виги         | Лорд Расселл | 488       | 430 882 | 57,92  | ▲ 4,17  | 324   | ▲ 32  |
|        | Чартисты     |              | 4         | 1541    | 0,21   | ▲0,09   | 0     | ▼ 1   |
|        | Всего        | Всего        | 953       | 743 904 | 100    | ▬       | 654   | ▼ 2   |

### Результаты выборов по регионам
| Партия | Партия       | Великобритания | Великобритания | Великобритания | Великобритания | Великобритания | Великобритания | Англия    | Англия | Англия | Англия | Англия | Англия | Шотландия | Шотландия | Шотландия | Шотландия | Шотландия | Шотландия |
| Партия | Партия       | Кандидаты      | Голоса         | %              | ±              | Места          | ±              | Кандидаты | Голоса | %      | ±      | Места  | ±      | Кандидаты | Голоса    | %         | ±         | Места     | ±         |
| ------ | ------------ | -------------- | -------------- | -------------- | -------------- | -------------- | -------------- | --------- | ------ | ------ | ------ | ------ | ------ | --------- | --------- | --------- | --------- | --------- | --------- |
|        | Консерваторы | н/д            | н/д            | н/д            | н/д            | 290            | ▼5             | н/д       | н/д    | н/д    | н/д    | 244    | ▼5     | н/д       | н/д       | н/д       | н/д       | 20        | ▬         |
|        | Виги         | н/д            | н/д            | н/д            | н/д            | 261            | ▼6             | н/д       | н/д    | н/д    | н/д    | 216    | ▼7     | н/д       | н/д       | н/д       | н/д       | 33        | ▬         |
| Всего  | Всего        | н/д            | н/д            | 100            | ▬              | 551            | ▼2             | н/д       | н/д    | 100    | ▬      | 460    | ▼2     | н/д       | н/д       | 100       | ▬         | 53        | ▬         |

| Партия | Партия       | Уэльс     | Уэльс  | Уэльс | Уэльс | Уэльс | Уэльс | Ирландия  | Ирландия | Ирландия | Ирландия | Ирландия | Ирландия | Университеты | Университеты | Университеты | Университеты | Университеты | Университеты |
| Партия | Партия       | Кандидаты | Голоса | %     | ±     | Места | ±     | Кандидаты | Голоса   | %        | ±        | Места    | ±        | Кандидаты    | Голоса       | %            | ±            | Места        | ±            |
| ------ | ------------ | --------- | ------ | ----- | ----- | ----- | ----- | --------- | -------- | -------- | -------- | -------- | -------- | ------------ | ------------ | ------------ | ------------ | ------------ | ------------ |
|        | Консерваторы | н/д       | н/д    | н/д   | н/д   | 20    | ▬     | н/д       | н/д      | н/д      | н/д      | 40       | ▲13      | н/д          | н/д          | н/д          | н/д          | 6            | ▬            |
|        | Виги         | н/д       | н/д    | н/д   | н/д   | 12    | ▬     | н/д       | н/д      | н/д      | н/д      | 63       | ▬        | н/д          | н/д          | н/д          | н/д          | 0            | ▬            |
| Всего  | Всего        | н/д       | н/д    | 100   | ▬     | 32    | ▬     | н/д       | н/д      | 100      | ▬        | 103      | ▬        | н/д          | н/д          | 100          | ▬            | 6            | ▬            |

## После выборов
Выборы 1852 года вернули большинство сторонникам свободной торговли, но консервативное правительство меньшинства осталось у власти. Возможность для оппозиции появилась в декабре 1852 года, когда канцлер казначейства Бенджамин Дизраэли представил проект бюджет. Из-за ухудшающейся экономической ситуации бюджет предусматривал ряд повышений налогов на доходы среднего класса и предоставлял некоторые налоговые льготы для сельской земельной аристократии. Бюджет также распространял подоходный налог на ирландский средний класс, что вызвало недовольство ряда парламентариев из Ирландии, которые поддерживали правительство меньшинства в вопросе ирландской церкви и были против предыдущего премьер-министра, лидера вигов лорда Джона Рассела. В результате 17 декабря 1852 года ряд ирландских консерваторов проголосовали против бюджета Дизраэли. Этот вотум недоверия привёл к падению правительства графа Дерби.
Новое правительство было поручено сформировать лорду Абердину, поскольку ирландские консерваторы, выступавшие против бюджета Дизраэли, были противниками лорда Джона Рассела по религиозным вопросам. 19 декабря 1852 года было сформировано коалиционное правительство пилитов и вигов, которое просуществовало до 30 января 1855 года, когда распалось из-за проблем, связанных с участием Великобритании в Крымской войне.

### Комментарии
1. 1 2 3 4  Включая пилитов: 14 депутатов в Англии, 2 депутата в Шотландии, 3 депутата в Ирландии и 4 депутата в Уэльсе, а также 1 депутат от Оксфордского университета.
2. ↑  Приведённые здесь данные о количестве мест партии вигов включают спикера Палаты общин.
3. ↑  Заштрихованная окраска используется в избирательных округах, избравших депутатов от разных партий
4. ↑  Приведённые здесь данные о количестве мест партии вигов включают спикера Палаты общин.
5. 1 2 3  Избирательный округ Сент-Олбанс (Хартфордшир), в котором избирались два члена парламента, был лишён права голоса на этих выборах.
6. ↑  Учитывая одного независимого депутата.